# Luka Jović
Luka Jović (n. 23 decembrie 1997, Loznica, Republica Serbia, Iugoslavia) este un fotbalist sârb liber de contract, care joacă pe post de atacant. Pe plan internațional, are prezențe la națională pentru Serbia U17⁠(d), Serbia U19⁠(d), Serbia U21⁠(d) și Serbia.

## Palmares
Steaua Roșie
- Superliga Serbiei: 2013–14

Benfica
- Primeira Liga: 2015–16, 2016–17

Eintracht Frankfurt
- DFB-Pokal: 2017–18

Real Madrid
- Supercupa Spaniei: 2020
- La Liga: 2019-2020